# هنري فوربس بيغيلو
هنري فوربس بيغيلو (بالإنجليزية: Henry Forbes Bigelow) هو مهندس معماري أمريكي، ولد في 12 مايو 1867، وتوفي في 20 يونيو 1907.